# Na Hrádku (Páleč)
Tvrziště Na Hrádku je zaniklá tvrz v obci Páleč v okrese Kladno. Založili ji vladykové z Pálče a jako panské sídlo sloužila až do třicetileté války, po které byla opuštěna a zanikla. Zachovalo se po ní tvrziště, které je od roku 1967 chráněno jako kulturní památka.

## Historie
Tvrz založili nejspíše již ve třináctém století vladykové z Pálče. Roku 1318 byla vesnice rozdělena mezi čtyři příslušníky rodu: Hrona, Bohuslava a dva Držkraje. Část vesnice s tvrzí koupil na počátku třicátých let čtrnáctého století pražský biskup Jan IV. z Dražic a věnoval ji augustiniánskému klášteru v Roudnici nad Labem. Na tvrzi dále sídlili, snad jako klášterní purkrabí, vladykové z Pálče, kteří z ní spravovali klášterní majetek na Slánsku a kteří vlastnili zbývající část vesnice. K jejich rodu patřila roku 1380 Anna, vdova po Heřmanovi, a Matěj, syn Ješka Kováře. Ke známějším osobnostem patří Štěpán z Pálče, který se narodil koncem šedesátých let 14. století Adamovi z Pálče. Štěpán vystupoval jako přítel a stoupenec Jana Husa, ale roku 1412 se stal jedním z jeho největších nepřátel. Po Husově upálení byl králem Václavem IV. roku 1415 vykázán z Čech.
Na počátku husitských válek roudnický klášter zanikl a král Zikmund Páleč roku 1420 zastavil Kerunkovi ze Sulevic, kterému patřila až do roku 1445. V dalších desetiletích panovníci tvrz zastavovali řadě majitelů a ta mezitím zchátrala. Teprve roku 1538 ji král Ferdinand I. prodal spolu se Šlapanicemi Janu Mikšovi z Hrobčic, kterého ještě téhož roku povýšil do rytířského stavu. Jan Mikš poté Páleč roku 1550 připojil k budenickému panství.
Rozsáhlou přestavbu staré tvrze na renesanční zámek realizoval Adam Hrobčický z Hrobčic, syn Jan Mikše. Po Adamově smrti došlo roku 1587 k dělení rodového majetku a Páleč se stala samostatným panstvím, které získal jeho syn Jiří Hrobčický Hrobčic. Za účast na stavovském povstání v letech 1618–1620 byl Jiří odsouzen ke ztrátě poloviny majetku, ke které patřila i Páleč. Samotný Jiří později v roce 1628 odešel ze země. Vesnici roku 1623 získal Albrecht z Valdštejna. Po něm ji držel hrabě Raimund Montecuccoli a Matyáš Arnold z Klarštejna na Budenicích. Za hrabat z Klarštejna byla Páleč znovu oddělena z budenického panství pro Elišku Dorotu Arnoldovou z Klarštejna a její syn Matěj Ondřej Hartman z Klarštejna statek roku 1669 prodal Janovi z Goltze. Jan z Goltze Páleč připojil ke svému statku v Kobylníkách, u kterého zůstala až do zrušení poddanství. Samotná pálečská tvrz přestala už během třicetileté války sloužit jako panské sídlo a postupně zanikla.

## Stavební podoba
Ve čtrnáctém století tvrz tvořil palác, okrouhlá věž s další zástavbou, kterou chránily valy a příkopy. Dochovaly se z ní terénní pozůstatky opevnění a nepatrné náznaky zdiva.